# Каваларо (Сондрио)
Каваларо је насеље у Италији у округу Сондрио, региону Ломбардија.
Према процени из 2011. у насељу је живело 202 становника. Насеље се налази на надморској висини од 365 м.